# فسفوموالونیک اسید
فسفوموالونیک اسید (به انگلیسی: Phosphomevalonic acid) با فرمول شیمیایی C6H13O7P یک ترکیب شیمیایی با شناسه پاب‌کم 16212552 است. که جرم مولی آن ۲۲۸٫۱۳۷ گرم بر مول می‌باشد. 